# Pacyficzek żółtawy
Pacyficzek żółtawy (Aegialomys xanthaeolus) – gatunek ssaka z podrodziny bawełniaków (Sigmodontinae) w obrębie rodziny chomikowatych (Cricetidae), występujący w Ameryce Południowej.

## Zasięg występowania
Pacyficzek żółtawy występuje w zachodnim Ekwadorze i skrajnie północno-zachodnie Peru.

## Taksonomia
Gatunek po raz pierwszy zgodnie z zasadami nazewnictwa binominalnego opisał w 1894 roku brytyjski zoolog Oldfield Thomas nadając mu nazwę Oryzomys xanthaeolus. Holotyp pochodził z Tumbes, w północnym Peru. 
Monofiletyczny rodzaj pacyficzek (Aegialomys), obejmujący ten gatunek i Aegialomys galapagoensis z wysp Galapagos, został wydzielony w 2006 roku z rodzaju Oryzomys. Przypuszcza się, że do tego gatunku zaliczane są zwierzęta, które właściwiej byłoby zaklasyfikować do odrębnych, choć spokrewnionych gatunków. Autorzy Illustrated Checklist of the Mammals of the World uznają ten takson za gatunek monotypowy.

### Etymologia
- Aegialomys: gr. αιγιαλος aigialos „plaża, wybrzeże”; μυς mus, μυος muos „mysz”[10].
- xanthaeolus: gr. ξανθος xanthos „żółty”[11]; łac. przyrostek zdrabniający -olus[12].

## Morfologia
Długość ciała (bez ogona) 105–110 mm, długość ogona 118–176 mm, długość ucha 20–24 mm, długość tylnej stopy 27–33 mm; masa ciała 50–73 g. Wyraźnie zaznacza się u niego dymorfizm płciowy.

## Ekologia
Żyje w suchych lasach, na pustyniach i w dolinach Andów, a także w obszarach Lomas cechujących się specyficznym, wilgotnym mikroklimatem. Jest spotykany na wysokości od 500 do 1800 m n.p.m. Adaptuje się do roślinności wtórnej, żyje na plantacjach i obszarach rolnych.
Pacyficzek żółtawy prowadzi samotny, naziemny tryb życia i jest aktywny nocą. 

## Populacja
Pacyficzek żółtawy w Peru jest liczny natomiast w Ekwadorze spotykany jest znacznie rzadziej. Gatunek jest w pewnym stopniu odporny na antropogeniczne zmiany środowiska. Jego liczebność waha się ze zmianami pór roku i cyrkulacją El Niño, ale jest generalnie stabilna. Zwierzęta te występują w kilku obszarach chronionych w Ekwadorze i Peru; nie są znane zagrożenia dla tego gatunku. Jest on obecnie uznawany za gatunek najmniejszej troski.